# 1361
1361 је била проста година.